# Ruppaner-Brauerei Gebrüder Ruppaner

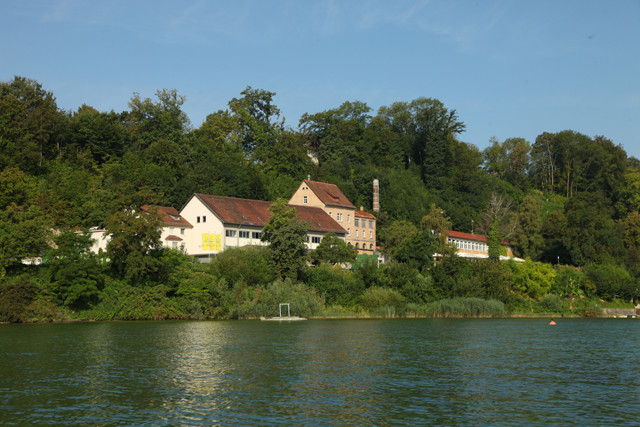
Die Brauerei vom Bodensee aus betrachtet

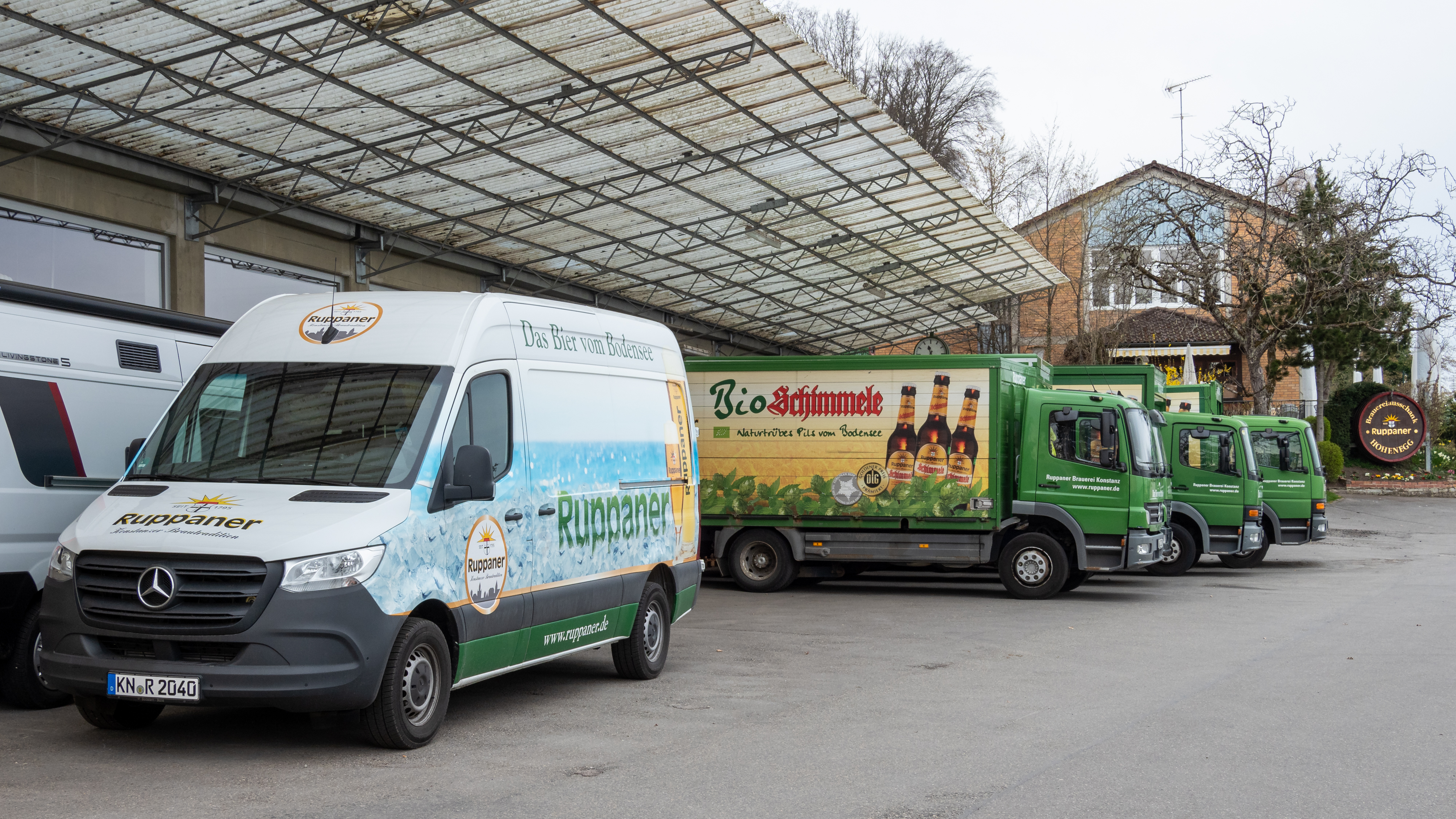
Auslieferungsfahrzeuge der Ruppaner-Brauerei

Die Ruppaner-Brauerei Gebrüder Ruppaner OHG ist eine Bierbrauerei mit Sitz in Konstanz. Sie ist Mitglied im Brauring, einer Kooperationsgesellschaft privater Brauereien aus Deutschland, Österreich und der Schweiz.

## Geschichte
1795 gründete der Pfalzvogt Nikolaus Matt die Brauerei unter dem Namen „Bierbrauerei zur Sonne“. 1872 übernahm die Brauerfamilie Ruppaner den Produktionsbetrieb mit Gaststätte. Ende der 1980er Jahre zogen sich die „Gebrüder Ruppaner“ aus dem aktiven Geschäftsleben zurück und übergaben die Geschäftsleitung an Karl-Bernhard Ruppaner und Hans Ruppaners Tochter Andrea Scheidtweiler. Die Ruppaner Brauerei ist heute in der vierten Generation als mittelständische Privatbrauerei.

## Produkte (Auswahl)
Zu den Sorten der Brauerei zählen:
- Bio-Schimmele – naturtrübes Pilsener Bier
- Bodensee Radler – Biermischgetränk mit Zitronenlimonade
- Lago Lemon – Biermischgetränk mit Limonengeschmack„Bio-Schimmele“ in der Produktion

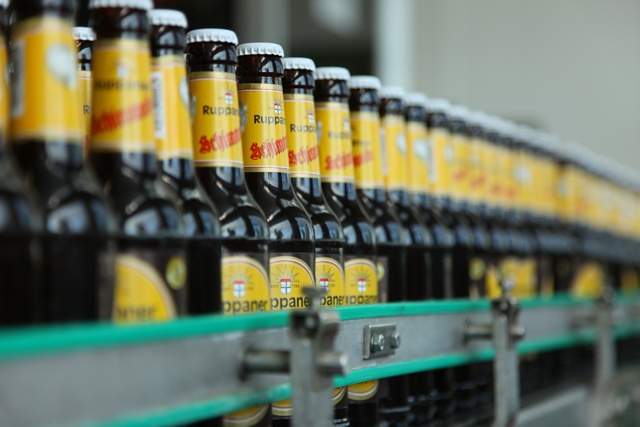
„Bio-Schimmele“ in der Produktion

- 1414 Extra – naturtrübes Dunkelbier zum 600-jährigen Konziljubiläum
- Bodensee Pils – Pils mit fünf Aromahopfen zu 500 Jahre deutschem Reinheitsgebot

Auf dem Etikett ist das Konstanzer Wappen zu sehen, stilisiert mit einer Sonne.